# 恒河露齿鲨
恆河露齒鯊（學名：Glyphis gangeticus）又名印度露齒鯊、恆河真鯊、恆河白眼鮫、大沙、恒河鯊，為真鯊科露齒鯊屬的魚類，屬於極危物種。印度和孟加拉部分的布拉馬普特拉河、恆河、博多河流域，該物種的模式產地主要在印度恆河。本種容易與同樣分布於恆河的公牛鯊誤認，但與公牛鯊不一樣，恆河露齒鯊與他的另外兩個近親露齒鯊（Glyphis glyphis）、北河露齒鯊（Glyphis garricki）才是真正的淡水鯊魚，而公牛鯊仍然需要游到海中進行繁殖。

## 描述
恆河露齒鯊屬於較鮮為人知，缺乏足夠研究數據資料的物種。剛出生時的幼鯊體長為56至61 cm（22至24英寸），成年個體體長約為178 cm（70英寸），最長可達204 cm（80英寸）。其他露齒鯊屬物種出生時及成年個體的體長則仍然未知。
恆河露齒鯊的外型屬於典型的真鯊科，具有兩個無棘的背鰭以及一個臀鰭。第一背鰭的位置約於胸鰭的後三分之一位置；背鰭與腹鰭具有鰭游離後端。第二背鰭較大，高度約為第一背鰭的50%。臀鰭較第二背鰭小。胸鰭寬大。尾柄有尾前凹窪，但缺乏側脊。體色多半為灰色至棕色，沒有花紋。
恆河露齒鯊的眼睛很小，可能是為了適應的恆河與孟加拉灣的混濁水域中而退化。和其他鯊魚一樣，牠們的眼睛也有瞬膜。